# روزماري آش
روزماري آش (بالإنجليزية: Rosemary Ashe)‏ هي مغنية بريطانية، ولدت في 28 مارس 1953.

## وصلات خارجية
- روزماري آش على موقع IMDb (الإنجليزية)
- روزماري آش على موقع ميوزك برينز (الإنجليزية)
- روزماري آش على موقع ديسكوغز (الإنجليزية)
- روزماري آش على موقع قاعدة بيانات الفيلم (الإنجليزية)